# 东筑紫短期大学
东筑紫短期大学（日语：／ Higashi Chikushi Tanki Daigaku *）是一所位于日本福冈县北九州市小仓北区的私立短期大学。

## 概要

### 简介
- 学校最早可以追溯到1936年即筑紫西服裁缝女学校。短期大学为于1950年开办[1]、由学校法人东筑紫学园经营。招収男学生从2004年。

### 历史
- 1950年 东筑紫短期大学成立并同时设置服装科[注 2]。
- 1954年 保育科成立。
- 1958年 营养科成立。
- 1962年 业余课程成立。
- 1966年 营养科改编为食物营养科。
- 1969年 服装科[注 2]分离为两个专攻、以下列举。
  - 　服装专攻[注 4][注 5]
  - 　服饰美术专攻[注 5]
- 1989年 三个学科改编为、以下列举。
  - 服装科[注 2]⇒生活文化科
  - 保育科⇒保育学科
  - 食物营养科⇒食物营养学科
- 2002年 福利专攻成立于专科。
- 2004年 开始招収男学生于保育学科和专科。
- 2006年 生活文化科改编为美容时装商务学科[注 1]。
- 2012年 开始招収男学生于美容时装商务学科[注 1][1]。

### 宪章
- 请参看东筑紫短期大学短期大学部的标志 （页面存档备份，存于） （日語） 2015年1月8日阅览。

## 学校环境
- 校区：在日本福冈县北九州市小仓北区

## 历任校长
- 友枝高彦：第一代短期大学校长[1]
- 室井广一：现在短期大学校长[2]。

## 组织

### 学科
- 美容时装商务学科[注 1]
- 食物营养学科
- 保育学科

### 前学科
| - 服装科 - 服装专攻 - 服饰美术专攻 |

### 专科
| - 福利专攻 |

### 业余课程
| - 有了服装专修 |

### 附属学校
- 幼儿园[3]

### 附属机关
| - 图书馆 |

## 相关链接
- 日本短期大学列表